# Dům armády (Sarajevo)
Dům armády (bosensky Dom armije, celým názvem Dům ozbrojených sil Bosny a Hercegoviny; Dom oružanih snaga Bosne i Hercegovine) je historická budova v centru Sarajeva. Původně sloužil jako důstojnické kasino. Během existence socialistické Jugoslávie nesl název Dům JNA (Jugoslávské lidové armády).

## Historie
Dům vznikl na dlouhodobě nevyužívaném prostoru. Již v roce 1870 zde byl odkoupen pozemek Rakousko-uherským generálním konzulátem. Měl zde být vybudován kostel pro katolickou komunitu ve městě. V roce 1880 však padlo rozhodnutí zde zbudovat důstojnické kasino. Jeho výstavba byla dokončena roku 1881, jen tři roky poté, co byla celá Bosna akentována Rakousko-Uherskem. Místo sloužilo jako kulturní a společenské centrum; konaly se zde různé přednášky, výstavy a první koncert vojenské hudby v Sarajevu. 